# 센틀뢰린츠구

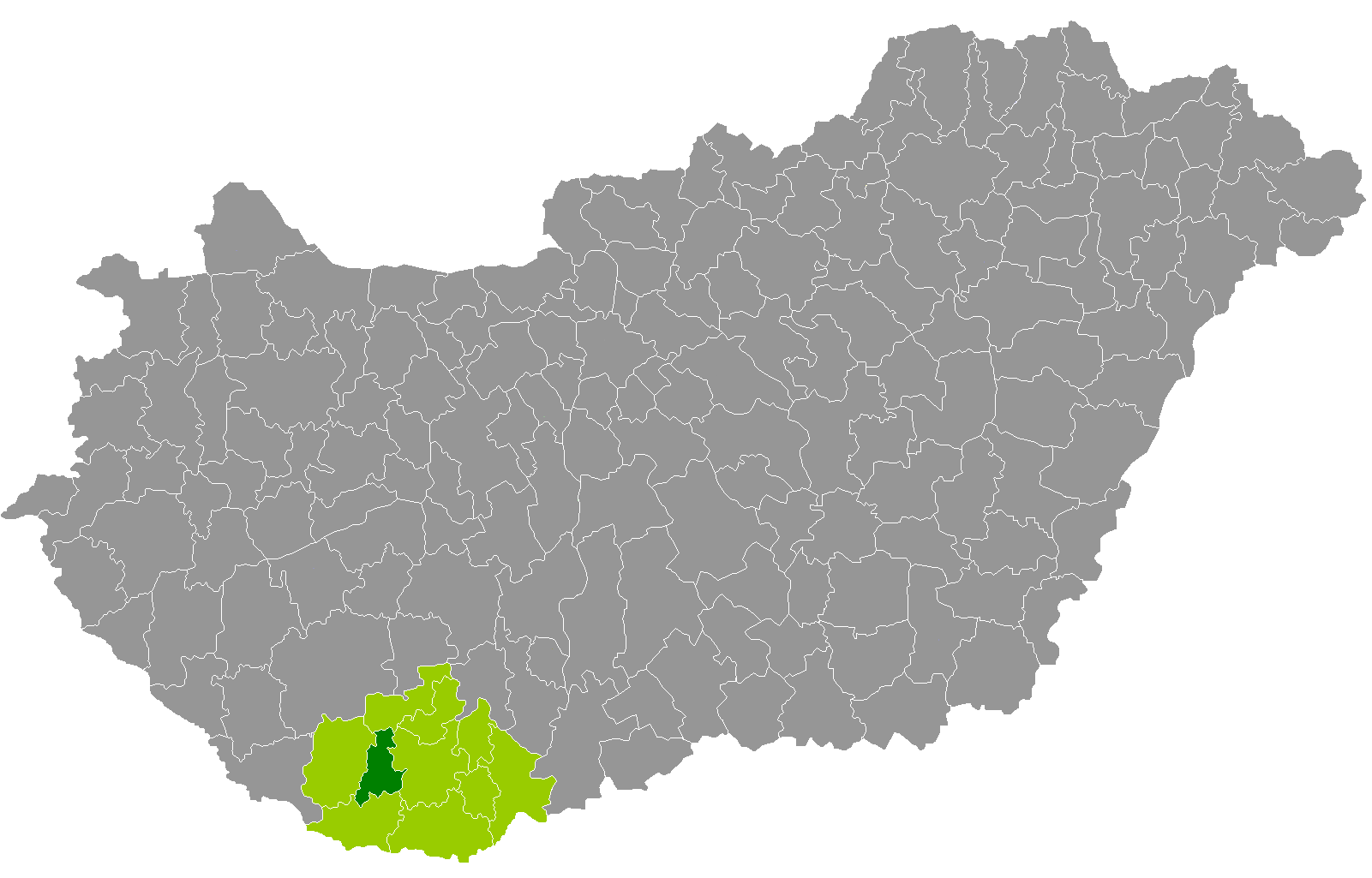
버러녀주 지도에 표시된 센틀뢰린츠구의 위치

센틀뢰린츠구(헝가리어: Szentlőrinci járás)는 헝가리 버러녀주에 위치한 구로 구청 소재지는 센틀뢰린츠이며 면적은 282.43km2, 인구는 14,998명(2011년 기준), 인구 밀도는 53명/km2이다.
북쪽으로는 헤지하트구, 동쪽으로는 페치구, 남쪽으로는 셰예구, 서쪽으로는 시게트바르구와 접한다. 21개 지방 자치체(1개 시, 20개 마을)를 관할한다.

구 문장